# Погашення рахунків: На порозі смерті
Погашення рахунків: На порозі смерті (англ. Settling Accounts: In at the Death) — останній роман тетралогії «Погашення рахунків», який представляє альтернативну історію Другої світової війни, відомої як Друга велика війна, яка вийшла 27 липня 2007 року. Він завершує багатосерійну серію автора Гаррі Тертлдава, яку іноді називають «Південна перемога». Події роману охоплюють період з 1943 по 1945 рр.

## Передумови сюжету
Ця альтернативна історія почалася з перемоги Конфедеративних Штатів Америки у Громадянській війні США, яку тут називають Війною за відокремлення, у 1862 році, після чого відбулася Друга мексиканська війна між Сполученими Штатами та Конфедеративними Штатами Америки у 1880-х роках, яку також виграв Південь. Через тридцять п'ять років Північ, об'єднавшись із Центральними державами, перемагає в альтернативній Першій світовій війні, відомій як Велика війна, над Півднем та його союзниками, Антантою. Як і в нашій фактичній шкалі часу, ще одна світова війна відбудеться через два десятиліття, і Північ та її головний союзник, Німеччина, перемагають у Другій Великій війні проти Конфедератів та їхніх союзників, включаючи насамперед Велику Британію та Францію.

## Сюжет
Кампанії Сполучених Штатів віддзеркалюють похід Шермана до моря, коли армії США проходять через центр Конфедерації, а друга армія США вривається у Вірджинію, щоб захопити Річмонд. Жахлива природа війни заплямовує головних героїв серіалу, які раніше викликали цілковиту симпатію, адже практично всі улюблені герої попередніх книг вдаються до жорстоких воєнних злочинів, майже таких же жахливих, як і в іншої сторони, але залишаються безкарними лише тому, що їхня сторона перемагає. Конфедерації (з деякою тихою допомогою Сполученого Королівства) вдається виготовити бомбу з ядерним розщепленням. Бомбу контрабандою доправляють вантажівкою до фактичної столиці США Філадельфії та підривають; однак бомба вибухає лише на околиці міста на захід від річки Шуйкілл. Бомбардування спричинило жахливі жертви, але не пошкодило жодної урядової будівлі. У відповідь Сполучені Штати скидають дві ядерні бомби на Ньюпорт-Ньюс, у Вірджинії, і Чарлстон, у Південній Кароліні. Бомба в Ньюпорт-Ньюс ледь не вбилапрезидента Конфедерації Джейка Фезерстона.
Техас проголошує незалежність від Конфедерації та підписує зі Сполученими Штатами сепаратний мир. Джейк Фетерстон намагається втекти на Глибокий Південь, але його літак збивають. Після аварійної посадки він виживає, але його помічає та вбиває чорний партизан на ім'я Кассіус. Четверта і, ймовірно, остання війна між Сполученими Штатами і Конфедерацією офіційно завершилася 14 липня 1944 року о 18:01 після підписання беззастережної капітуляції між генералом Ірвінгом Моррелом і новим (і вже колишнім) президентом Конфедерації Доном Партріджем.
Сполучені Штати починають повну окупацію колишніх Конфедеративних Штатів і Канади, хоча Техас, очевидно, залишається незалежним, але все ще має американських солдатів на своїй території. Вперше за 83 роки Прапор Сполучених Штатів Америки майорить над усією територією Сполучених Штатів до 1861 року, і американці висловлюють свою рішучість ніколи не відпускати колишні території Конфедерації після того, як Фезерстон був настільки близький до того, щоб їх розгромити.
Тим часом американські війська розкривають справжній жах геноциду, відомого в історії як «Зменшення населення», який уряд Конфедерації чинив проти свого темношкірого населення, відкриваючи концентраційні табори, які використовувалися для їх знищення. Згодом уряд Сполучених Штатів ініціює судові процеси за злочини проти людства. Серед визнаних винними та повішених за участь або підбурювання до чорного Голокосту є генеральний прокурор Конфедерації Фердинанд Кеніг, головний пропагандист Партії свободи Сол Голдман, комендант Camp Determination Джефферсон Пінкард і його помічник Верн Грін.
Конфедерати озлоблені й далекі від примирення зі своєю долею; вони постійно нападають на окупаційні сили США, незважаючи на жорстоку відплату, включаючи страту цивільних заручників. Незважаючи на те, що Партія свободи поза законом, вона все ще є активною підпільною силою.
Більше того, самі Сполучені Штати, розпускаючи уряд Конфедерації та заявляючи про свій твердий намір ніколи не допустити його відновлення, утримуються від будь-якої офіційної анексії та (повторного) прийняття південних штатів назад до Союзу (за винятком Кентуккі, Теннессі та Г'юстона, який знову відокремився від Техасу), оскільки будь-які вільні вибори, швидше за все, наповнять Конгрес найзапеклішими ворогами Сполучених Штатів. Швидше, колишні території Конфедерації залишилися в тій самій юридичній безвихідності, в якій перебувала Канада з 1917 року (їй не пропонували ані незалежності, ані громадянських свобод), і перебувають під безстроковим, жорстким військовим правлінням.
Незважаючи на величезну перемогу, здобуту США, війна насправді не закінчилася, а змінила свою форму. На жаль, більшість солдатів і матросів, призваних «строково», не звільняються, а приступають до окупаційної служби. США зіткнулися з важким завданням утримувати під безстроковою суворою військовою окупацією величезний сателітний блок із ворожим населенням, при цьому завойовані Конфедеративні Нації додаються до раніше утримуваних канадійців, а також меншої мормонської Юти.
І в той же час Ядерна ера почалася зі знищенням трьох міст у Північній Америці та шести в Європі. Першим містом, проти якого Німеччина застосувала супербомбу, став Петроград, у результаті чого більша частина міста була знищена, а Росія запросила мир. Після бомбардувань російська столиця переноситься до Москви. Друге місто, проти якого Німеччина використовує супербомбу, — це Париж, у результаті чого більша частина міста була зруйнована, а під час вибуху загинув король Карл XI. Престол займає Людовик XIX, який вимагає миру. Велика Британія використовує свою першу супербомбу, щоб знищити Гамбург. У відповідь трьома супербомбами Німеччина знищує Лондон, Брайтон і Норвіч. На щастя, прем'єр-міністр Вінстон Черчилль, Освальд Мослі та король Едуард VIII змогли евакуювати Лондон перед бомбардуванням, знаючи, що німці завдадуть удару у відповідь. Після бомбардування трьох британських міст Британія будує другу супербомбу. Однак перш ніж ядерна бомба встигла вразити велике німецьке місто, її збили в окупованій німцями Бельгії, де вона нешкідливо вибухнула десь між Брюгге та Гентом. Це призвело до усунення Вінстона Черчілля через вотум недовіри з поста прем'єр-міністра. Наступником Черчилля став Горацій Вільсон, який домагався припинення вогню з Німеччиною. Через вотум недовіри з посади міністра фінансів також був усунений Освальд Мослі.
Сполучені Штати та Німеччина сповнені рішучості намагатися перешкодити Росії та Японії отримати ядерну зброю, але ці зусилля, очевидно, приречені на провал; більше того, самі ці колишні союзники, ймовірно, занурюються в холодну війну, дивлячись один на одного через Атлантику. Окрім ядерної проблеми, Японія представляє невирішену проблему для США — вигравши битву за Мідвей, зміцнивши свій контроль над Західною частиною Тихого океану та Східною Азією та створивши конкретну загрозу для Австралії. Маючи справу з Конфедерацією — чи то як із войовничим сусідом, чи то як з бунтівною окупованою групою націй — США можуть виділити лише обмежені ресурси для протистояння Японії, а ідея «кампанії захоплення островів» через Тихий океан відкидається одним персонажем.
Тим часом на президентських виборах у Сполучених Штатах 1944 року кандидат від Демократичної партії Томас Едмонд Дьюї та його напарник Гаррі Трумен перемагають президента-соціаліста Чарльза В. Ла Фоллетта та його напарника Джима Керлі. Гарольд Стассен посів третє місце, балотуючись як республіканець, маючи голоси виборців від чотирьох штатів Індіана, Канзас, Міннесота та Вісконсін. Однак, оскільки перемога демократів була несподіванкою, а перемога соціалістів була очікуваною, Chicago Tribune написала заголовки в ніч перед виборами, проголошуючи «Ла Фоллет перемагає Дьюї».
Тим часом на президентських виборах у Сполучених Штатах 1944 року кандидат від Демократичної партії Томас Едмонд Дьюї та його напарник Гаррі Трумен перемагають президента-соціаліста Чарльза В. Ла Фоллетта та його напарника Джима Керлі. Гарольд Стассен посів третє місце, балотуючись як республіканець, маючи голоси виборців від чотирьох штатів Індіана, Канзас, Міннесота та Вісконсін. Однак, оскільки перемога демократів була несподіванкою, а перемога соціалістів була очікуваною, Chicago Tribune написала заголовки в ніч перед виборами, проголошуючи «Ла Фоллет перемагає Дьюї».

## Рецензії
Stranger Horizons позитивно порівняли книгу з попередньою в серії, сказавши, що вона була «більш захоплюючою, ніж порівняльне розчарування „Боротьба“, яка тепер, здається, була написана через те, що у Turtledove було занадто багато навіть для трьох упакованих книг, і не зовсім достатньо для чотирьох справді задовільних». Publishers Weekly також дав позитивну рецензію, сказавши, що книга є «задовільним, але передбачуваним завершенням» серії. Рецензія SF Site також була позитивною, кажучи, що «„На порозі смерті“ є чудовим завершенням цієї масштабної серії з одинадцяти романів».